# Lijst van voetbalinterlands Angola - Eritrea
Deze lijst van voetbalinterlands is een overzicht van alle officiële voetbalinterlands tussen de nationale teams van Angola en Eritrea. De landen hebben tot nu toe twee keer tegen elkaar gespeeld. De eerste ontmoeting was een kwalificatiewedstrijd voor de Afrika Cup 2008 op 25 maart 2007 in Luanda. Het laatste duel, de returnwedstrijd in dezelfde kwalificatiereeks, werd gespeeld op 2 juni 2007 in Asmara.

## Wedstrijden
| № | Plaats | Datum         | Competitie                   | Wedstrijd        | Uitslag |
| - | ------ | ------------- | ---------------------------- | ---------------- | ------- |
| 1 | Luanda | 25 maart 2007 | Afrika Cup 2008 kwalificatie | Angola − Eritrea | 6 − 1   |
| 2 | Asmara | 2 juni 2007   | Afrika Cup 2008 kwalificatie | Eritrea − Angola | 1 − 1   |

## Samenvatting
| Competitie              | Totaal gespeeld | Winst Angola | Gelijk | Winst Eritrea | Doelsaldo Angola – Eritrea |
| ----------------------- | --------------- | ------------ | ------ | ------------- | -------------------------- |
| Afrika Cup-kwalificatie | 2               | 1            | 1      | 0             | 7 − 2                      |
| Totaal                  | 2               | 1            | 1      | 0             | 7 − 2                      |

Wedstrijden bepaald door strafschoppen worden, in lijn met de FIFA, als een gelijkspel gerekend.
FAF · A-internationals · Bondscoaches · Statistieken · Angolees vrouwenelftal · Olympisch elftal · Angola U21 · Angola U20 · Angola U19 · Angola U18 · Angola U17
1980 – 1989 · 
1990 – 1999 · 
2000 – 2009 · 
2010 – 2019 ·
2020 − 2029
WK 2006
1977 · 
1978 · 1979 · 
1980 · 
1981 · 
1982 · 
1983 · 
1984 · 
1985 · 
1986 · 
1987 · 
1988 · 
1989 · 
1990 · 
1991 · 
1992 · 
1993 · 
1994 · 
1995 · 
1996 · 
1997 · 
1998 · 
1999 · 
2000 · 
2001 · 
2002 · 
2003 · 
2004 · 
2005 · 
2006 · 
2007 · 
2008 · 
2009 · 
2010 · 
2011 · 
2012 · 
2013 · 
2014 ·
2015 ·
2016 ·
2017 ·
2018 ·
2019 ·
2020 ·
2021 ·
2022 ·
2023 ·
2024
Algerije ·
Argentinië ·
Bahrein ·
Benin ·
Botswana ·
Burkina Faso ·
Burundi ·
Centraal-Afrikaanse Republiek ·
Comoren ·
Congo-Brazzaville ·
Congo-Kinshasa ·
Cuba ·
Egypte ·
Equatoriaal-Guinea ·
Eritrea ·
Estland ·
Ethiopië ·
Gabon ·
Gambia ·
Ghana ·
Guinee ·
Guinee-Bissau ·
Iran ·
Ivoorkust ·
Japan ·
Kaapverdië ·
Kameroen ·
Kenia ·
Lesotho ·
Letland ·
Liberia ·
Libië ·
Madagaskar ·
Malawi ·
Mali ·
Malta ·
Marokko ·
Mauritanië ·
Mauritius ·
Mexico ·
Mozambique ·
Namibië ·
Niger ·
Nigeria ·
Noord-Macedonië ·
Oeganda ·
Portugal ·
Rwanda ·
Sao Tomé en Principe ·
Saoedi-Arabië ·
Senegal ·
Seychellen ·
Sierra Leone ·
Soedan ·
Swaziland ·
Tanzania ·
Togo ·
Tsjaad ·
Tunesië ·
Turkije ·
Uruguay ·
Venezuela ·
Verenigde Arabische Emiraten ·
Zaïre ·
Zambia ·
Zimbabwe ·
Zuid-Afrika ·
Zuid-Korea
Iran (2006) ·
Mexico (2006) ·
Portugal (2006)
ENFF · 
Eritrees vrouwenelftal
Interlands
Tegenstander:
Angola ·
Botswana ·
Burundi ·
Djibouti ·
Ghana ·
Jemen ·
Kameroen ·
Kenia ·
Malawi ·
Mali ·
Mozambique ·
Namibië ·
Nigeria ·
Oeganda ·
Rwanda ·
Senegal ·
Seychellen ·
Soedan ·
Somalië ·
Swaziland ·
Tanzania ·
Zimbabwe